# Islam Minbare
Islam Minbare (russ. Ислам минбаре) mit dem Zweittitel Tribuna Islama (трибуна ислама “Tribüne des Islam”) ist eine 1994 gegründete, von der Geistlichen Verwaltung der Muslime des europäischen Teils von Russland (Duchownoje uprawlenije Musulman ewropejskoj tschasti Rossii; DUMER), dann von deren Nachfolgeorganisation Geistliche Verwaltung der Muslime der Russischen Föderation unter dem Vorsitzenden  Rawil Gainutdin (der gleichzeitig Mufti und Vorsitzender des Dachverbandes des Russischen Muftirats ist) herausgegebene muslimische Zeitschrift, welche die Sicht des Russischen Muftirates wiedergibt. Ihre Auflage wurden unterschiedlich auf 6.500 bzw. 10.000 beziffert.
Die Zeitschrift publiziert Materialien aus Koran, Hadith, Religion und sozialem Leben der Muslime, der Geschichte der Ausbreitung des Islams in Russland, über die Aktivitäten der muslimischen religiösen Organisationen und deckt systematisch die Themenbereiche der interreligiösen Beziehungen sowie der internationalen Kontakte der muslimischen religiösen Organisationen Russlands ab.
Damir Chairetdinow, der Direktor der Moskauer Islamischen Universität (Moskauer Islamisches Institut), ist seit März 2011 Chefredakteur.

## Minbar Islama
Seit der Nr.12(230) 2014 trägt sie die Bezeichnung Minbar Islama (Минбар Ислама).